# Jean Cousin il Vecchio

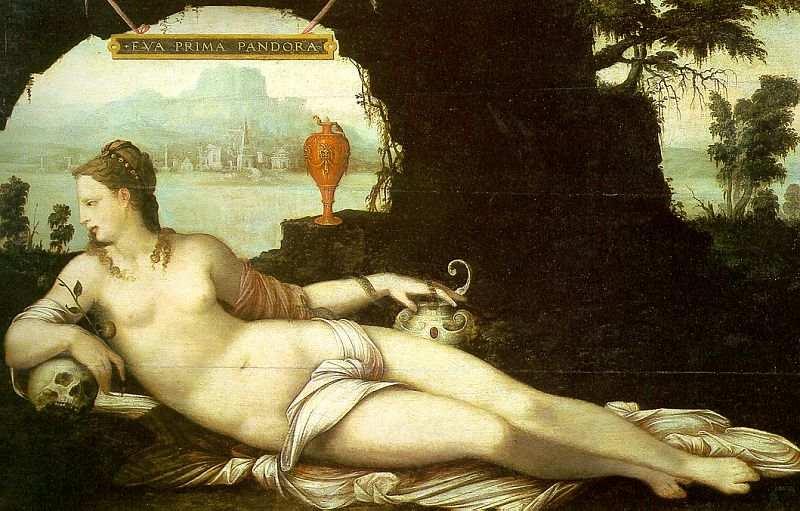
Jean Cousin il Vecchio, Eva prima Pandora, Museo del Louvre, Parigi, 1550

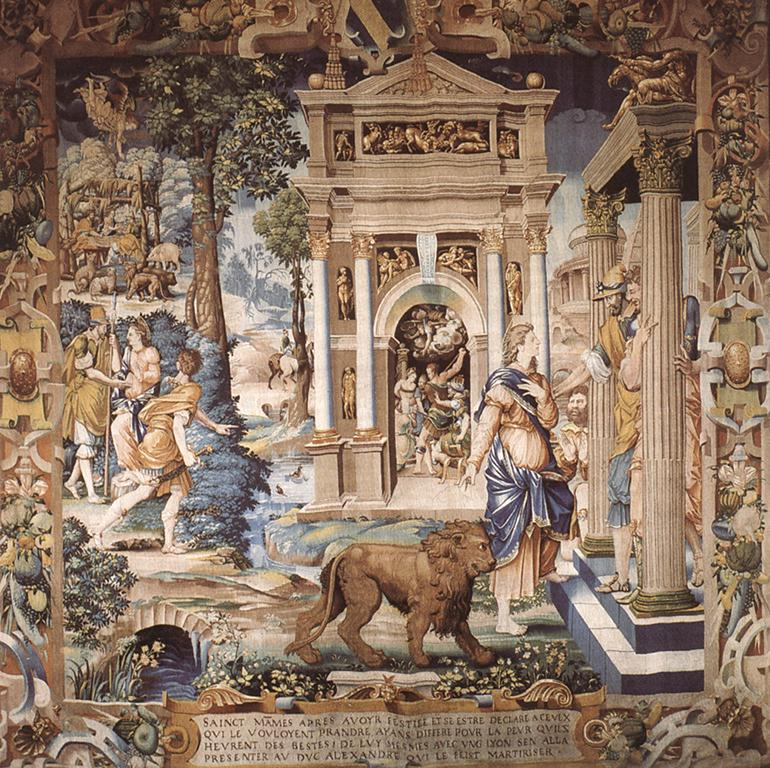
Jean Cousin il Vecchio, Duca Alessandro, Museo del Louvre, Parigi, 1541

Jean Cousin il Vecchio (Sens, 1490 – Parigi, 1560) è stato un pittore, incisore e scultore francese.

## Biografia
Padre del noto artista Jean Cousin il Giovane.
Cousin incominciò la sua carriera nella sua città studiando pittura sotto la guida di Jean Hympe e Grassot. Contemporaneamente studiò matematica e pubblicò un libro inerente alla materia scientifica.
Dalla sua sede di lavoro, non distante dal castello di Fontainebleau, partecipò a quel rinnovamento realizzato dalla scuola di Fontainebleau, che condusse l'arte francese verso il manierismo. Questo nuovo gusto Cousin lo evidenziò nel nudo di Eva prima Pandora, ricco di accostamenti al Primaticcio e al Parmigianino.
Nel 1530 terminò una vetrata raffigurante la Madonna di Loreto nella cattedrale di Sens, e una serie di arazzi per la cattedrale di Langres rappresentanti la Vita di san Mamete.
Subito dopo questi lavori, Cousin si trasferì a Parigi
A Parigi Cousin proseguì la sua carriera di pittore, creando il suo lavoro più conosciuto, ossia la vetrata della Sainte-Chapelle in Vincennes.
Da questo momento si impegnò con la pittura a olio, di cui viene considerato uno dei precursori in Francia; inoltre produsse una serie notevole di arazzi raffiguranti Le storie di Diana realizzati per il castello di Anet.
Cousin dedicò il suo impegno anche all'attività di incisore producendo nel 1556 una serie di vignette per le Coutumes de Sens, e non è da trascurare neanche il suo lavoro come illustratore di libri, quali la Bibbia pubblicata nel 1596 e le Metamorfosi di Ovidio (1566).
Tra i trattati redatti si ricordano, oltre a quelli matematici, uno sulla prospettiva intitolato Livre de perspective (1560) e uno riguardante la ritrattistica.

## Opere principali
- Dipinti :
  - Eva prima Pandora, 1549, pittura su legno, Museo del Louvre
  - La Charité (attribuito), circa 1540 - 1545, Montpellier, Museo Fabre
  - Le Sacrifice de Polyxène
  - La Déploration du Christ, Lilla, Musée des Beaux-Arts
- Disegni:
  - Pénélope, Rennes, Musée des Beaux-Arts
  - Jeux d'enfants, Museo del Louvre
  - Enfants jouant, Londra, British Museum
  - Martyre d'un saint, Parigi, Biblioteca nazionale di Francia
  - Ritratti della famiglia Bouvyer (Jean II, Etienne II, Catherine)
  - San Luca assis sur son bœuf peignant sur un chevalet, Morgan Library & Museum
- Cartoni di vetro colorato:
  - Alcune vetrate, prima del 1530, cattedrale di Saint-Étienne, Sens
  - Vetrate della Sainte-Chapelle de Vincennes, 1552
  - Vetrate della chiesa di Île-de-France
  - Vetrate e decorazioni del castello di Île-de-France
- Cartoni arazzo:
  - 8 cartoni per arazzi sulla vita di santa Genoveffa, Sainte-Geneviève-des-Bois, 1541
  - 8 cartoni per arazzi sulla vita di Saint-Mammès, ordinati dal vescovo Claude de Longwy, destinati alla cattedrale di Langres, 1543
- Decorazioni:
  - Disegno per orafi per l'ingresso reale di Enrico II a Parigi, 1549
  - Arco trionfale adornato con un Pandora (con Jean Goujon) per l'ingresso reale di Enrico II a Parigi, 1549
- Incisioni:
  - 2 incisioni con scalpello
  - 4 acqueforti
  - La sepoltura, 1544
  - La conversione di san Paolo
- Illustrazioni di libri:
  - Illustrazione di Orus Apollo, 1543
  - 2 miniature di Heures d'Anne de Montmorency (Suzanne et les vieillards e Judas Macchabée)
  - Illustrazione del libro delle dogane di Sens, 1556
- Opere teoriche:
  - Livre de perspective Archiviato il 2 aprile 2023 in Internet Archive., 1560, Parigi[3]